# رجیو رام
رجیو رام (انگلیسی: Rajeev Ram؛ زاده ۱۸ مارس ۱۹۸۴) یک تنیس‌باز اهل ایالات متحده آمریکا است.